# Pomba-apunhalada-de-tawi-tawi
A pomba-apunhalada-de-tawi-tawi (Gallicolumba menagei) é uma espécie de ave da família Columbidae. Endêmica da ilha de Tawi-Tawi e seus ilhéus adjacentes no Arquipélago de Sulu, nas Filipinas, é conhecida apenas por dois espécimes coletados em 1891, sem registros confirmados desde então. Habita florestas primárias e secundárias com dossel fechado. Essa pomba de tamanho médio possui cauda curta. Penas verdes metálicas brilhantes se estendem da testa à coroa, descendo pelo manto até os lados do peito, onde envolvem uma grande mancha laranja-clara com bordas difusas no peito, que dá à espécie o nome "apunhalada". As asas inferiores e o dorso variam em tons de marrom, enquanto a garganta e o peito são majoritariamente brancos. O ventre é cinza.
Assim como outras pombas do gênero Gallicolumba, a pomba-apunhalada-de-tawi-tawi é principalmente sedentária, alimentando-se no chão da floresta e voando apenas curtas distâncias. Pouco se sabe sobre seu comportamento devido à escassez de avistamentos. Buscas em Tawi-Tawi em 1971 e 1991 não encontraram evidências de sua existência. Até 1994, a maior parte de seu habitat em Tawi-Tawi foi desmatada. Contudo, um levantamento etnobiológico em 1995 revelou que a espécie era comum até os anos 1970 e ainda sobrevive em ilhéus próximos a Tawi-Tawi. Embora uma expedição em 2009 não tenha encontrado a espécie, há esperança de que ainda persista. Por isso, é classificada como em perigo crítico pela IUCN. Qualquer população sobrevivente seria muito pequena, provavelmente com menos de 50 indivíduos, e estaria ameaçada por destruição de habitat e caça descontrolada.

## Taxonomia
A pomba-apunhalada-de-tawi-tawi foi descrita em 1894 como Phlogoenas menagei por Frank Swift Bourns [en] e Dean Conant Worcester [en]. O holótipo, um macho, foi coletado por eles na pequena ilha de Tataan, próxima a Tawi-Tawi, em outubro de 1891. O nome específico, menagei, homenageia Louis F. Menage [en], magnata imobiliário de Minnesota que financiou a expedição. Pertence à superespécie das pombas-apunhaladas, que inclui a pomba-apunhalada-de-Lução [en], a pomba-de-bartlett, a pomba-apunhalada-de-Mindoro [en] e a pomba-apunhalada-de-Negros [en], tão semelhantes que alguns autores as consideram uma única espécie. Alguns classificam a pomba-apunhalada-de-tawi-tawi, outras pombas-apunhaladas e a pomba-de-peito-dourado [en] no subgênero Gallicolumba. Não possui subespécies conhecidas. Também é chamada de pomba-apunhalada-de-sulu e Tawitawi Puñalada.

## Descrição
A pomba-apunhalada-de-tawi-tawi é uma pomba de tamanho médio com cauda curta. Penas verdes metálicas brilhantes se estendem da testa à coroa, descendo pelo manto até os lados do peito. As penas escapulares são castanho-escuras, com iridescência que pode parecer violeta, verde ou lilás sob diferentes luzes. As coberteiras das asas são marrom-escuras, com algumas penas cinza nas pontas, formando uma leve barra nas asas. As coberteiras primárias e maiores e as secundárias são marrom-fulvo com bordas ruivas, enquanto as primárias são marrom-escuras, com as penas mais longas terminando em preto. As asas inferiores são castanhas. O dorso até a parte superior da cauda é marrom-avermelhado, com finas franjas verdes ou violetas metálicas. O centro da cauda é marrom-escuro, as bordas são cinza e terminam em uma larga faixa preta; as coberteiras inferiores da cauda são laranjas, e a parte inferior da cauda é cinza. A área ao redor dos olhos é preta com um leve brilho verde, e o queixo, garganta e peito são brancos puros. O peito superior é emoldurado por grandes manchas de penas verdes metálicas, da mesma cor do manto, formando uma faixa incompleta no centro do peito. Entre essas manchas, há uma grande mancha laranja-clara com bordas difusas. O ventre é cinza. Machos e fêmeas são semelhantes, e a plumagem dos filhotes é desconhecida. A íris é cinza-prateada clara. O bico é preto com ponta cinza, e os pés são vermelhos. A pomba mede entre 25 e 27 cm de comprimento, e seu peso é desconhecido.
Distingue-se facilmente da maioria das pombas terrestres de Tawi-Tawi. A rola-esmeralda-de-cabeça-cinzenta [en] é a mais provável de ser confundida, mas diferencia-se por uma mancha branca maior no ombro, listra superciliar branca e partes inferiores castanho-escuras. Duas pombas-apunhaladas mantidas como animais de estimação podem escapar em Tawi-Tawi; a pomba-apunhalada-de-tawi-tawi difere da pomba-apunhalada-de-Lução [en] por não ter a nuca e o dorso roxos, e da pomba-de-bartlett por não apresentar barras cinzentas proeminentes nas asas e ventre laranja.
Suas vocalizações nunca foram descritas.

## Distribuição e habitat
A pomba-apunhalada-de-tawi-tawi é endêmica da ilha de Tawi-Tawi e ilhéus próximos, na parte sudoeste do arquipélago de Sulu, nas Filipinas. Acredita-se que esteja extinta localmente no continente de Tawi-Tawi, mas há relatos indígenas da espécie nos ilhéus de Tandubatu, Dundangan e Baliungan. Há também um registro não confirmado do século XIX na ilha de Jolo, no centro do Arquipélago de Sulu.
Vive em florestas primárias e secundárias com dossel fechado. Nos ilhéus menores, habita florestas de praia.

## Ecologia e comportamento
Como outras pombas-apunhaladas, é principalmente sedentária, alimentando-se no chão da floresta e voando apenas curtas distâncias. Empoleira-se em árvores apenas para descansar ou acasalar. Quando alarmada, corre rapidamente para a vegetação rasteira próxima. É muito esquiva em seu habitat florestal, e nada mais se sabe sobre seu comportamento.

## Estado de conservação
A pomba-apunhalada-de-tawi-tawi é considerada como espécie em perigo crítico pela IUCN. Sempre foi considerada rara, com apenas dois espécimes machos coletados. Esses espécimes, coletados em outubro de 1891 na ilhota de Tataan, são os últimos registros confirmados da espécie viva. Buscas de 22 dias em dezembro de 1971 e brevemente em setembro de 1991 não tiveram sucesso. Até agosto de 1994, a maioria das florestas de Tawi-Tawi foi desmatada, e a espécie pode estar extinta localmente no continente. No entanto, um levantamento etnobiológico em 1995 revelou que a espécie sobrevive e é regularmente vista nos ilhéus de Tandubatu, Dundangan e Baliungan. Também foi relatado que era comum até os anos 1970. Apesar disso, uma expedição em 2009 não encontrou sinais da espécie ou novos relatos de sua existência. Os ilhéus onde supostamente sobrevive podem ser pequenos demais para sustentar uma população viável. Qualquer população sobrevivente provavelmente é pequena, com menos de 50 aves, e estaria ameaçada por destruição contínua de habitat e caça descontrolada. Como a pomba-de-bartlett e a pomba-apunhalada-de-Lução são aves de gaiola populares, qualquer pomba-apunhalada em Tawi-Tawi poderia ser uma fugitiva, não a espécie nativa. Não há áreas protegidas no Arquipélago de Sulu, e, exceto por duas iniciativas de educação ambiental nos anos 1990, nada foi feito para proteger populações sobreviventes. A Sociedade Zoológica de Londres classificou a ave como uma espécie EDGE.

### Textos citados
- Baptista, Luis F.; Trail, P. W.; Horblit, H. M. (1997). «Family Columbidae (Pigeons and Doves)». In:  del Hoyo, Josep; Elliott, Andrew; Sargatal, Jordi. Handbook of the Birds of the World. 4. Sandgrouse to Cuckoos. Barcelona: Lynx Editions

- Gibbs, David; Barnes, Eustace; Cox, John (2001). Pigeons and Doves: A Guide to the Pigeons and Doves of the World. Sussex: Pica Press. ISBN 1-873403-60-7

- Kennedy, Robert S.; Gonzales, Pedro C.; Dickinson, Edward C.; Miranda, Hector; Fisher, Timothy H. (2000). A Guide to the Birds of the Philippines. Oxford: Oxford University Press. ISBN 0-19-854669-6

- Mallari, Neil Aldrin; Tabaranza Jr, B. R. (2001). «Sulu Bleeding-heart: Gallicolumba menagei» (PDF). In:  Collar, Nigel J. Threatened Birds of Asia: the BirdLife International Red Data Book. Cambridge: BirdLife International. ISBN 0-946888-44-2